# Oscar Domingo Sarlinga
Oscar Domingo Sarlinga (Buenos Aires, Argentina, 20 de maio de 1963) é um bispo católico romano argentino, atualmente bispo emérito.

## Vida pregressa
Sarlinga nasceu na cidade de Buenos Aires em 20 de maio de 1963. Fez os estudos primários no Colégio Nuestra Señora de Luján, em San Andrés de Giles, e o ensino médio no Colégio Fray Mamerto Esquiu, nessa mesma cidade.
Ele também é formado em Estudos da Língua Francesa pela Aliança Francesa de Buenos Aires, Língua e Literatura Italiana pela Academia Dante Alighieri e em vários outros idiomas, italiano, francês, alemão, romeno, grego, português, árabe, dinamarquês e iídiche, incluindo proficiência nativa em inglês.

## Padre
Recebeu sua ordenação sacerdotal em 30 de abril de 1990. Obteve a licenciatura em Teologia com orientação moral pela Universidade de Friburgo, na Suíça, licenciatura em Direito Canônico pela Universidade Pontifícia de Salamanca, na Espanha e, anos depois, o Doutorado em Teologia Dogmática pela Pontifícia Universidade da Santa Cruz, em Roma.
Foi nomeado vigário paroquial na Catedral-Basílica de Mercedes-Luján, depois Conselheiro Diocesano da Ação Católica e Delegado Episcopal para a Pastoral Juvenil.
Em 1991 foi nomeado para a pastoral "in solidum" na mesma catedral e em agosto de 1992 foi enviado para a Suíça para continuar os estudos de pós-graduação com o professor Servais-Théodore Pinckaers.
O bispo de Lausanne pede um serviço pastoral na diocese e em 1993 foi nomeado administrador paroquial em uma paróquia de Belfaux, no cantão de Friburgo, na fronteira franco-germânica naquela área da Suíça.
Em seguida, realizou uma experiência pastoral na Alemanha, na diocese de Mainz, na paróquia de Heppenheim am der Bergstrasse.
De volta à Argentina, foi nomeado vigário episcopal para assuntos jurídicos da Arquidiocese de Mercedes-Luján. Ao mesmo tempo, foi professor de ética profissional para advogados na Universidade Católica do Salvador, localizada na cidade de Mercedes.
Em 7 de maio de 1996, foi nomeado reitor do Seminário Diocesano "Cura de Ars", na cidade de Mercedes, cargo que ocupou até 2001.
Em 29 de abril de 2000, foi nomeado vigário geral da arquidiocese, após um ano como reitor do seminário.

## Bispo

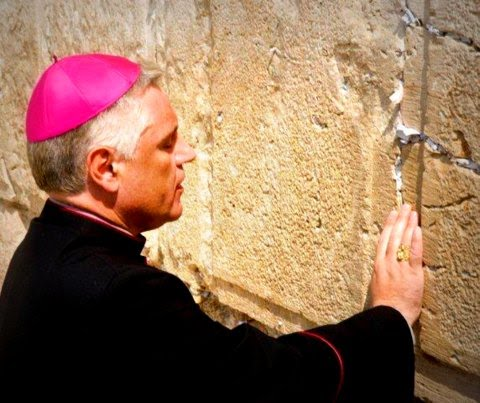
Dom Oscar visitando o Muro das Lamentações em Jerusalém

Em 12 de abril de 2003, o Papa João Paulo II o nomeou bispo titular de Uzalis e bispo auxiliar da Arquidiocese de Mercedes-Luján.
Foi consagrado em 17 de maio de 2003, na Catedral Basílica de Nuestra Señora de las Mercedes pelo consagrador principal Rubén Di Monte, Arcebispo de Mercedes-Luján e pelos co-consagradores Cardeal Jorge Mario Bergoglio, Arcebispo de Buenos Aires, e Emilio Ogñénovich, Arcebispo Emérito de Mercedes-Luján.
Durante o primeiro semestre do seu episcopado na Conferência Episcopal, foi membro do "Conselho de Assuntos Jurídicos" e da "Comissão de Ministérios".
De 2005 a 2008, foi membro da "Comissão Pastoral Social" e da "Comissão para o Ecumenismo, Diálogo com o Judaísmo, o Islamismo e outras religiões". “Em 2008 foi reeleito na “Comissão Pastoral Social”.
É membro do “Conselho de Assuntos Económicos” desde 2011.
Em 3 de fevereiro de 2006, Papa Bento XVI nomeou Sarlinga Bispo de Zárate-Campana que também abrange Pilar, Escobar, Exaltación de la Cruz, San Antonio de Areco e Baradero. Ele tomou posse em 18 de fevereiro de 2006.
Em 2008, ele foi o foco de uma conspiração malsucedida para remover o Cardeal Bergoglio de seu cargo de Arcebispo de Buenos Aires devido ao conflito entre Bergoglio e o governo Kirchner . Isso teria feito com que Bergoglio fosse transferido para um cargo na Cúria Romana e que Sarlinga se tornasse seu substituto como arcebispo. Sarlinga confirmou que a conspiração existiu, embora negue qualquer envolvimento nela.
Em 2009, ele recebeu o prêmio italiano "Ciociaria" (Premio Nazionale Ciociaria) em reconhecimento ao seu trabalho em prol da "irmandade dos povos". A cerimônia de premiação ocorreu em 27 de março no Teatro de Fiuggi.
O Vaticano anunciou em 3 de novembro de 2015 que o bispo Sarlinga havia renunciado.

## Escritos
- «Kościół argentyński wobec wyzwań społecznych XXI wieku» -Desafios da Igreja Argentina no Século XXI- (Centrum Studiów Latynoamerykańskich. Uniwersytet, Universidade de Varsovia, 2004) [10]
- «A missão eclesial para o humanismo integral e solidário. E relação essencial» (Pont. Università della Santa Croce, Roma, 2005) [11]
- «A ética do ser e da responsabilidade, para a construção de um verdadeiro humanismo» (Universidade de Belgrano, Buenos Aires, 2007)